# Tobias Molitor
Tobias Michael Molitor (* 25. Dezember 1986 in Köln) ist ein deutscher Grafiker, Siebdruck- und Konzeptkünstler.

## Leben
Tobias Molitor studierte von 2013 bis 2015 an der Central Saint Martins College of Art and Design in London.
Neben seiner Tätigkeit für verschiedene Werbeagenturen und Galerien war er fünf Jahre beim börsennotierten Kunsthandel-Dienstleister artnet im Galerie-Netzwerk tätig und mitverantwortlich für das Netzwerk im europäischen Markt.

## Werk
Molitors Werke beschäftigen sich insbesondere mit Alltagsgegenständen und schnelllebigen Konsumgütern. Er untersucht die Rolle des Menschen im Konsumzyklus, indem er Objekte dokumentiert, die er selbst benutzt oder findet, nachdem sie von Fremden an verschiedenen Orten zurückgelassen wurden. Sein Œuvre besteht aus gewöhnlichen Alltagsobjekten mit grafischen Elementen, die kulturellen Kontext und den Zeitgeist reflektieren. Die Technik des Siebdrucks unterstreicht dabei den repetitiven und industriellen Charakter dieser Objekte. Seine Arbeiten, in denen er die Dekonstruktion banaler Alltagsgegenstände wie Kaugummis, Verpackungen und Postkarten sowie die Verarbeitung grafischer Elemente demonstriert, kreisen um Themen wie kulturelle Identität, Konsumverhalten, menschliche Gebrauchsspuren und Souvenirs.
Insbesondere seine Serie mit Plastiktüten, bei der er benutzte Plastiktüten als Screenprints interpretiert, ist zu einem Markenzeichen avanciert. So schrieb zum Beispiel Artflash über Molitors Duty Free Bag: „(Sie) ist nicht denkbar ohne Brendan O'Regan, einen irischen Geschäftsmann, der als Vater der Duty-free-Shops gilt, die Molitor als ikonisch begreift: Auf allen Flughäfen dieser Welt zugegen, lassen sie sich als Symbol für (Reise-)Freiheit, unbekümmerten Konsum und die globale Vernetzung verstehen. ‚Für mich sind diese Überbleibsel [die typischen Duty-free-Bags] Souvenirs, Relikte und Beweismittel einer visuellen Kultur des Menschen und der menschlichen Existenz im Allgemeinen‘, sagt Molitor, der in seinem künstlerischen Schaffen Alltagsobjekten und Konsumartikeln eine ungeahnte Poesie einhaucht.“
In ihrer Rezension über Molitors Ausstellung in der Villa Haiss schrieb Carina Geyer: „Anders als bei den üblichen Objet trouvés, also gefundenen und unveränderten Objekten des Alltags, reproduziert und dokumentiert Molitor Plastiktüten und Kassenbons in einem aufwendigen Siebdruckverfahren. Er nutzt dabei die klassische Kunstgattung der Druckgrafik, um auf den industriellen Charakter der Produkte anzuspielen: Massenware und Wiederholungen in Endlosschleife. Die abwechslungsreiche Auswahl der gebrauchten Einkaufstüten verweist gleichwohl auf die unterschiedlichen Herkunfts- und Reiseländer sowie auf die sozioökonomischen Hintergründe der Konsument*innen und Molitor nimmt uns mit auf einen Streifzug von einem norddeutschen Discounter hin zu einem bereits geschlossenen New Yorker Künstlerbedarf.“
2020 und 2021 wurde er zur Aktion Direkte Auktion eingeladen, die der Autor, Journalist und Konzepter Holm Friebe und die Künstlerin Bettina Semmer in Zusammenarbeit mit dem Berliner Auktionshaus Jeschke van Vliet initiierten, um Künstlern und Galerien trotz der Einschränkungen durch Corona/Covid-19 eine Möglichkeit zu geben, sich öffentlich zu präsentieren.
2021 gewann Molitor eine Mexico City Artist Residency.

## Ausstellungen
- 2024: Zwei Siebdrucker aus Nigeria & ein paar aus Berlin. Hilbertraum, Berlin[6]
- 2024: Jahresausstellung, Badischer Kunstverein, Karlsruhe[7]
- 2024: Wonderful Waste - Molitor meets CoolCollection, ZiK Gallery, Berlin[8]
- 2023: Salón Acme No. 10[9]
- 2023: WHAAM! Action and consequences. ÜBERSCHAU #12[10]
- 2022: Thank You For Shopping, Villa Haiss[11]
- 2021: Friendly Capitalism Lounge Vol. 17, Forever 21, Neurotitan Gallery, Berlin
- 2020 und 2021: Direkte Auktion, Berlin
- 2019: Storyboard, whitegrid gallery, Berlin
- 2017: Berlin Graphic Days, Urban Spree